# Valérie Sajdik

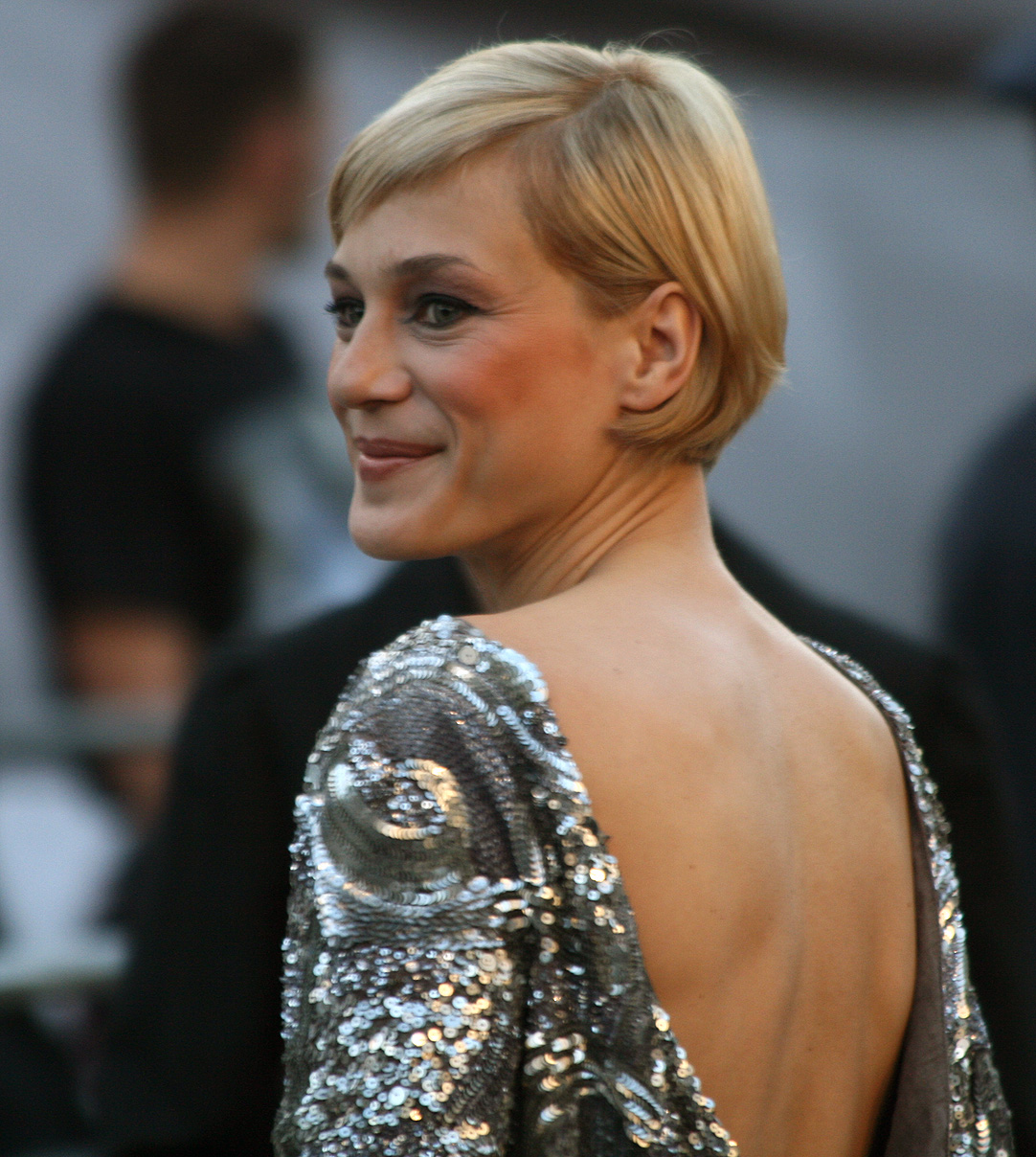
Sajdik in 2009.

Valérie Sajdik (Wenen, 2 april 1978) is een Oostenrijks popzangeres. Ze werd bekend als zangeres van de band Saint Privat, die enkele successen boekte in de jaren 2000. Sajdik leeft zowel in Oostenrijk als Frankrijk en spreekt Frans, Duits en Engels. Ze zingt doorgaans in het Frans en Duits.

## Discografie
Albums
- Picknick (2007)
- Ich Bin Du Bist (2010)

Singles
- "Mädchen sind doof" (2007)
- "Noch einmal" (2007)
- "Regen" (2007)